# 八方雲集

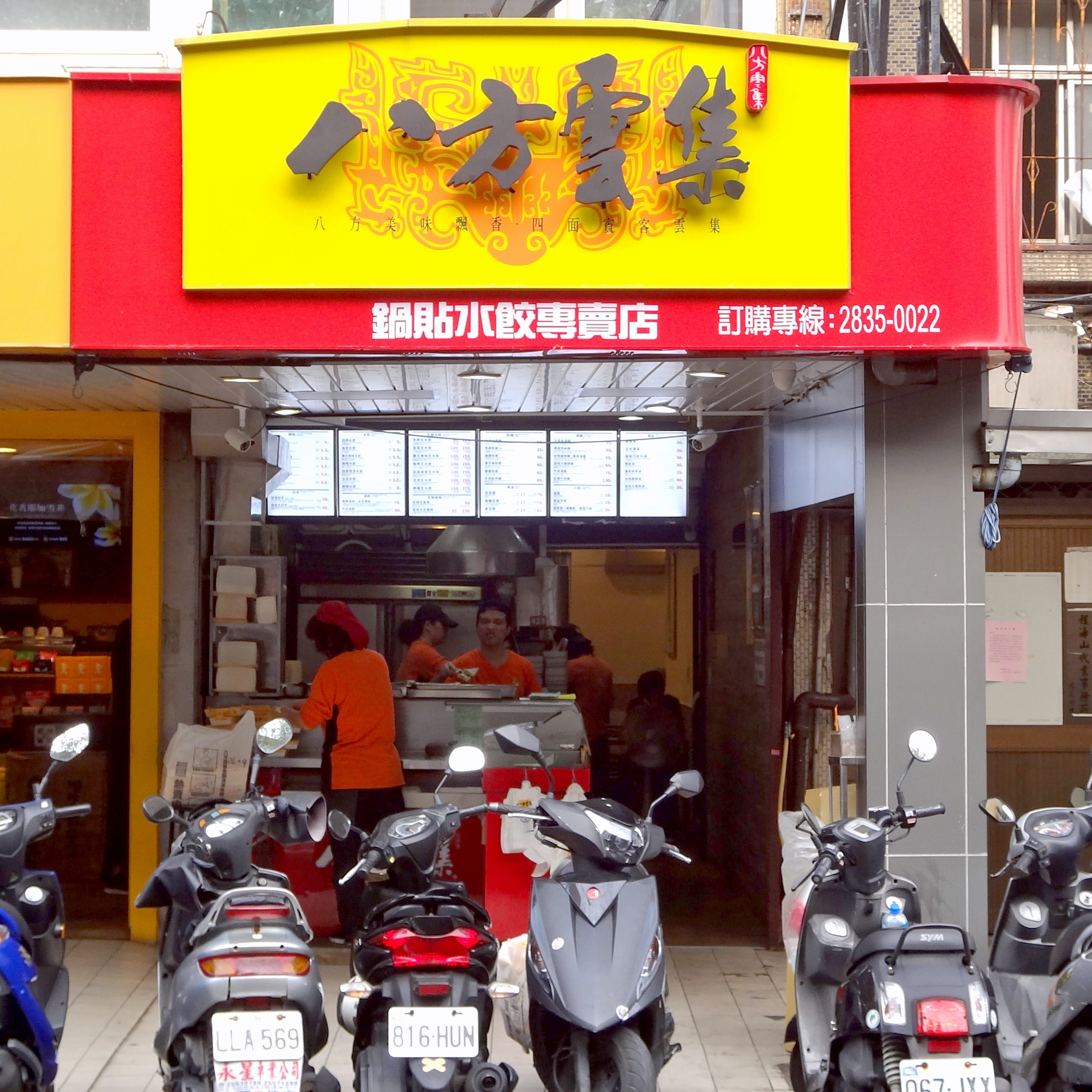
八方雲集台北芝山店

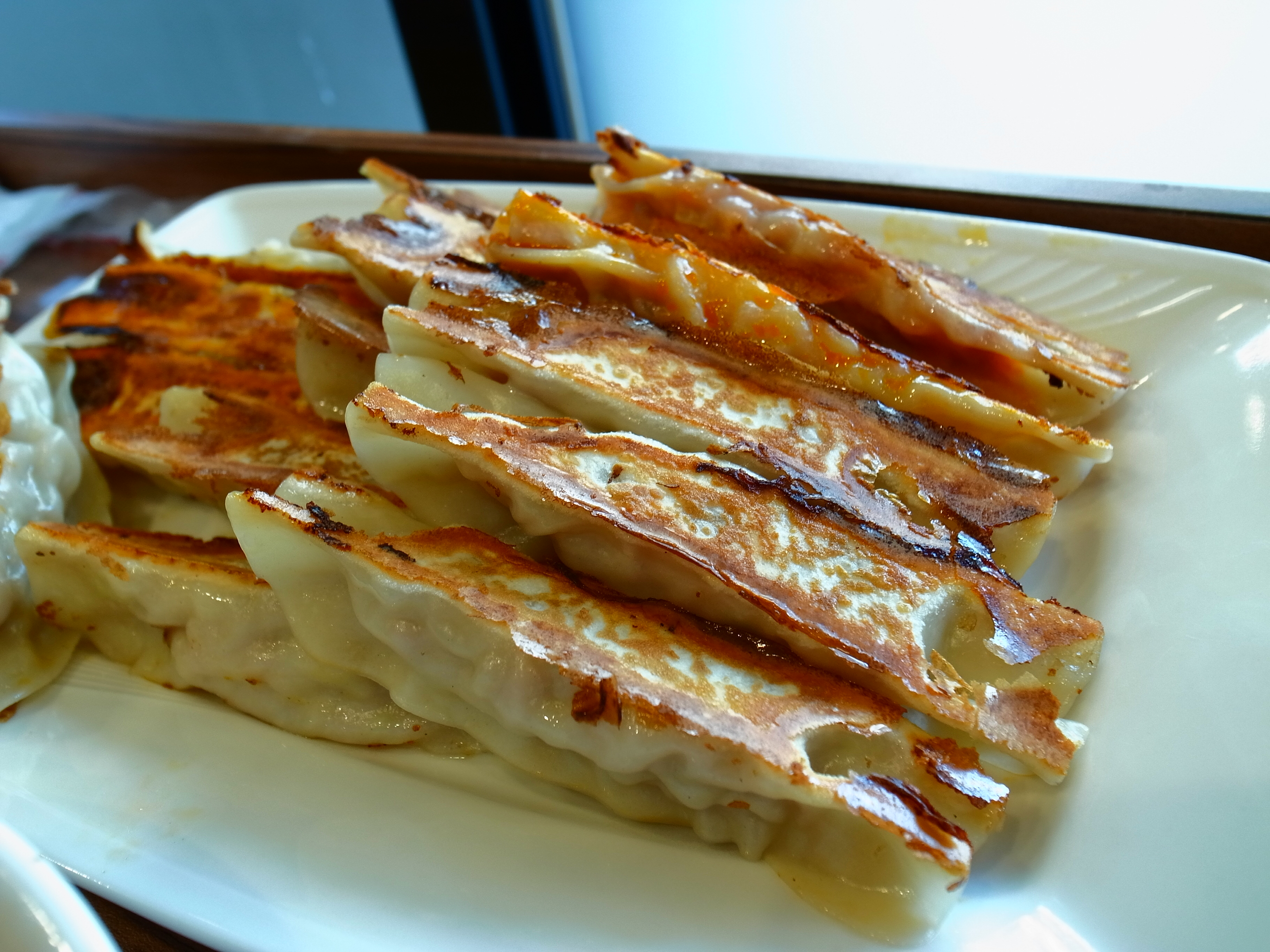
八方雲集的鍋貼

八方雲集是源於臺灣的跨國台式麵食連鎖店，1998年成立，創辦人林家鈺，以鍋貼、水餃為主力商品。它與四海遊龍並列為台灣鍋貼連鎖店兩強。

## 歷史
1998年6月開設第一間門市，2000年1月在台北士林成立公司；2004年全台分店超過100家。
2008年起營業據點擴展到香港，並在2010年開放香港區加盟。
2011年10月10日，八方雲集創辦人林家鈺成立八方雲集社會福利慈善事業基金會。
2014年在中國大陸福建省設立分店，高峰期在中國大陸有110家分店，集中在福建省、深圳市、蘇杭區與東北地區，並在福州、杭州、深圳三地設立工廠，2016年與大連彤德萊餐飲管理集團合資發展大連及天津市場，同年啟用大連與天津工廠；但在2019年陸續結束深圳、蘇杭區與東北地區之分店，至2022年末將福建省餘下之全部17家分店結束，離開中國大陸市場。
2021年6月15日，臺灣證券交易所董事會通過八方雲集（2753）上市案，同年9月9日掛牌上市，成為台股QSR的上市公司。
2022年3月26日，在美國南加州工業市開設美國首家門市。
截至2024年8月，全台八方雲集共1,055家，含旗下店鋪共有1,331家；全球八方雲集共1,119家，含旗下店鋪共有1,414家。

## 旗下品牌
- 百芳池上便當[13]
- 八方台式麵屋[14]
- 梁社漢排骨[15][16][17]
- 丹堤咖啡
- 芳珍蔬食[18][19][20][21][22]

## 食安事件
2014年的地溝油事件中，咖哩餃使用美廚公司生產的油蔥酥、八方雲集的玉米濃湯使用到摻雜頂新牛油的統清「金世紀酥油」。
2024年3月，蘇丹紅事件中，高雄市政府衛生局在抽驗中檢出多家廠商輸入的中國辣椒粉含有蘇丹紅成分，其中包括八方雲集、維力食品與海底撈等業者。新北市政府衛生局表示，八方雲集於前一年自佳廣公司採購韓式粗辣椒粉，並用於製作韓式餡料及紹辣醬。
2024年9月，前員工揭露新北市玫瑰門市涉及多項食品安全違規，包括使用回收桶盛裝酸辣湯及徒手處理食材等。總公司隨後終止與該加盟店之合作關係。同年11月，新竹五福店販售之「寒天真傳紅茶」經檢驗腸桿菌科超標，總部已下架商品並與加盟主解除合約。
2025年3月，桃園市平鎮分店遭葉姓消費者投訴，鍋貼底部發現疑似咀嚼後口香糖殘渣，店方初步回應異物為生豬肉，否認製作過程疏失。4月1日，八方雲集總公司發布聲明，以未遵循標準作業流程為由終止與該店合作，並要求停業改善。

## 相關
- 四海遊龍

## 外部連結
- 八方雲集台灣官網
  - 台灣公司資料 （页面存档备份，存于）
  - 八方雲集 台灣的Facebook專頁（繁體中文）
  - 八方雲集 台灣的Instagram帳戶
- 八方雲集 香港的Facebook專頁（繁體中文）
- 八方雲集美國官網
  - 八方雲集 美國的Facebook專頁
  - 八方雲集 美國的Instagram帳戶
- 財團法人新北市私立八方雲集社會福利慈善事業基金會 （页面存档备份，存于）